# Ross Case
Ross Case (* 1. November 1951 in Toowoomba) ist ein ehemaliger australischer Tennisspieler.

## Karriere
Ross Case trat als Junior schon bei internationalen Turnieren an, so gewann er im August 1969 in Ottawa die Canadian Junior Open. Ab 1968 stand er bereits im Hauptfeld der Australian Open, wo er bis ins Achtelfinale vordrang.
Sein erster Turniersieg gelang Case an der Seite seines langjährigen Doppelpartners Geoff Masters, mit dem er bis 1979 viele gemeinsame Matches spielte, im Herbst 1972 in Seattle. Im Laufe ihrer Karriere gewann sie gemeinsam 15 Doppelturniere, während Case mit anderen Partners fünf Turniere gewann. Unter den Gewinnen mit Masters waren auch Cases zwei Siege bei Grand-Slam-Turnieren. 1974 gewannen sie im Finale der Australian Open gegen Syd Ball und Bob Giltinan, 1977 besiegten sie beim Doppelfinale in Wimbledon ihre Landmänner John Alexander und Phil Dent. Mit Masters stand Case noch zwei weitere Male in den Jahren 1972 und 1976 bei den Australian Open und 1976 in Wimbledon im Doppelfinale. Zudem konnte er mit Phil Dent an seiner Seite das Finale der French Open 1979 erreichen. Sein erfolgreichstes Turnier spielte Case in Manila, hier konnte er dreimal den Doppeltitel gewinnen und ein weiteres Mal das Finale. Auch im Einzel gewann Case dieses Turnier zweimal.
Im Einzel gewann Case weniger Turniere. Bei seinem Heim-Grand-Slam erreichte er 1974 das Halbfinale gegen Phil Dent und in den Jahren 1976, Niederlage gegen John Newcombe, und 1977, wo er gegen Guillermo Vilas verlor, jeweils das Viertelfinale. Bei anderen Grand-Slam-Turnieren kam er nicht so weit.
Zwischen 1971 und 1979 absolvierte Ross Case fünf Begegnungen für die australische Davis-Cup-Mannschaft. Dabei gewann er drei seiner fünf Einzelpartien, während er bei beiden Einsätzen im Doppel verlor.
Zu seiner Spielweise gehörte es, dass er das Feld schnell abdecken konnte.
Er lebt in Newport im US-Staat Kalifornien.

## Erfolge
| Legende                 |
| Grand Slam (2)          |
| Open-Era-Turniere (22)  |
| ATP Challenger Tour (3) |

| Titel nach Belag |
| Hartplatz (4)    |
| Rasen (4)        |
| Sand (9)         |
| Teppich (7)      |

### Einzel

#### Turniersiege

##### ATP Tour
| Nr. | Datum              | Turnier       | Belag       | Finalgegner        | Ergebnis      |
| --- | ------------------ | ------------- | ----------- | ------------------ | ------------- |
| 1.  | 21. Oktober 1973   | Manila (1)    | Sand (i)    | Geoff Masters      | 6:1, 6:0      |
| 2.  | 30. September 1974 | San Francisco | Teppich (i) | Arthur Ashe        | 6:3, 5:7, 6:4 |
| 3.  | 2. November 1975   | Manila (2)    | Sand (i)    | Corrado Barazzutti | 6:2, 6:1      |
| 4.  | 21. Dezember 1975  | Sydney        | Rasen       | John Marks         | 6:2, 6:1      |

##### Challenger Tour
| Nr. | Datum             | Turnier | Belag | Finalgegner | Ergebnis      |
| --- | ----------------- | ------- | ----- | ----------- | ------------- |
| 1.  | 26. November 1978 | Kyōto   | Sand  | Jun Kuki    | 6:1, 6:7, 6:1 |

#### Finalteilnahmen
| Nr. | Datum             | Turnier      | Belag     | Finalgegner     | Ergebnis           |
| --- | ----------------- | ------------ | --------- | --------------- | ------------------ |
| 1.  | 15. November 1970 | Brisbane (1) | Rasen     | Bob Giltinan    | 3:6, 0:6, 6:2, 2:6 |
| 2.  | 1. August 1971    | Hilversum    | Sand      | Gerald Battrick | 3:6, 4:6, 7:9      |
| 3.  | 4. November 1973  | Jakarta      | Hartplatz | John Newcombe   | 6:7, 6:7, 3:6      |
| 4.  | 18. Mai 1975      | Las Vegas    | Hartplatz | Roscoe Tanner   | 7:5, 5:7, 6:7      |
| 5.  | 15. April 1976    | Denver       | Hartplatz | Jimmy Connors   | 6:71, 2:6          |
| 6.  | 14. Oktober 1979  | Brisbane (2) | Rasen     | Phil Dent       | 6:7, 2:6, 3:6      |

### Doppel

#### Turniersiege

##### ATP Tour
| Nr. | Datum              | Turnier                 | Belag         | Partner        | Finalgegner                               | Ergebnis                |
| --- | ------------------ | ----------------------- | ------------- | -------------- | ----------------------------------------- | ----------------------- |
| 1.  | 17. September 1972 | Seattle                 | Teppich (i)   | Geoff Masters  | Jean-Baptiste Chanfreau Wanaro N’Godrella | 4:6, 7:6, 6:4           |
| 2.  | 2. Dezember 1972   | Brisbane (1)            | Rasen         | Geoff Masters  | Georges Goven Wanaro N’Godrella           | 6:2, 6:7, 6:2, 7:6      |
| 3.  | 29. Juli 1973      | Washington              | Sand          | Geoff Masters  | Dick Crealy Andrew Pattison               | 2:6, 6:1, 6:4           |
| 4.  | 1. Januar 1974     | Australian Open         | Sand          | Geoff Masters  | Syd Ball Bob Giltinan                     | 6:7, 6:3, 6:4           |
| 5.  | 22. September 1974 | Los Angeles             | Hartplatz     | Geoff Masters  | Brian Gottfried Raúl Ramírez              | 6:3, 6:2                |
| 6.  | 20. Oktober 1974   | Sydney Indoor           | Hartplatz (i) | Geoff Masters  | John Newcombe Tony Roche                  | 6:4, 6:4                |
| 7.  | 17. November 1974  | Manila (1)              | Sand (i)      | Syd Ball       | Mike Estep Marcelo Lara                   | 6:3, 7:6, 9:7           |
| 8.  | 16. März 1975      | São Paulo (1)           | Teppich (i)   | Geoff Masters  | Brian Gottfried Raúl Ramírez              | 6:75, 7:65, 7:66        |
| 9.  | 23. März 1975      | Caracas                 | Hartplatz     | Geoff Masters  | Brian Gottfried Raúl Ramírez              | 7:5, 4:6, 6:2           |
| 10. | 12. Oktober 1975   | Melbourne               | Hartplatz     | Geoff Masters  | Brian Gottfried Raúl Ramírez              | 6:4, 6:0                |
| 11. | 2. November 1975   | Manila (2)              | Sand (i)      | Geoff Masters  | Syd Ball Kim Warwick                      | 6:1, 6:2                |
| 12. | 4. April 1976      | São Paulo (2)           | Teppich (i)   | Geoff Masters  | Charlie Pasarell Allan Stone              | 6:5, 6:1                |
| 13. | 21. November 1976  | Manila (3)              | Sand (i)      | Geoff Masters  | Anand Amritraj Corrado Barazzutti         | 6:0, 6:1                |
| 14. | 6. März 1977       | Monterrey               | Teppich (i)   | Wojciech Fibak | Billy Martin Bill Scanlon                 | 3:6, 6:3, 6:4           |
| 15. | 2. Juli 1977       | Wimbledon Championships | Rasen         | Geoff Masters  | John Alexander Phil Dent                  | 6:3, 6:4, 3:6, 8:9, 6:4 |
| 16. | 29. Oktober 1978   | Osaka                   | Sand          | Geoff Masters  | Željko Franulović Buster Mottram          | 6:2, 4:6, 6:1           |
| 17. | 29. Oktober 1978   | Tokio Indoor            | Teppich (i)   | Geoff Masters  | Pat DuPré Tom Gorman                      | 6:3, 6:4                |
| 18. | 14. Oktober 1979   | Brisbane (2)            | Rasen         | Geoff Masters  | John James Chris Kachel                   | 7:6, 6:2                |
| 19. | 19. Oktober 1980   | Canton                  | Teppich       | Jaime Fillol   | Andy Kohlberg Larry Stefanki              | 6:2, 7:6                |
| 20. | 26. Oktober 1980   | Tokio                   | Sand          | Jaime Fillol   | Terry Moor Eliot Teltscher                | 6:3, 3:6, 6:4           |

##### Challenger Tour
| Nr. | Datum             | Turnier  | Belag     | Partner     | Finalgegner                | Ergebnis |
| --- | ----------------- | -------- | --------- | ----------- | -------------------------- | -------- |
| 1.  | 26. November 1978 | Kyōto    | Sand      | Tony Graham | Joel Bailey Scott Carnahan | 6:3, 6:4 |
| 2   | 10. Mai 1981      | Mexicali | Hartplatz | Syd Ball    | John James Sashi Menon     | 6:3, 6:3 |

#### Finalteilnahmen
| Nr. | Datum             | Turnier                 | Belag         | Partner        | Finalgegner                    | Ergebnis                |
| --- | ----------------- | ----------------------- | ------------- | -------------- | ------------------------------ | ----------------------- |
| 1.  | 3. Januar 1972    | Australian Open (1)     | Rasen         | Geoff Masters  | Owen Davidson Ken Rosewall     | 6:3, 6:7, 3:6           |
| 2.  | 10. Juni 1973     | Rom                     | Sand          | Geoff Masters  | John Newcombe Tom Okker        | 2:6, 3:6, 4:6           |
| 3.  | 28. Oktober 1973  | Teheran                 | Sand          | Geoff Masters  | Rod Laver John Newcombe        | 6:7, 2:6                |
| 4.  | 24. Februar 1974  | Long Island             | Teppich (i)   | Geoff Masters  | Jeff Borowiak Dick Crealy      | 7:6, 4:6, 4:6           |
| 5.  | 28. April 1974    | St. Louis (1)           | Teppich (i)   | Geoff Masters  | Ismael El Shafei Brian Fairlie | 6:7, 7:6, 6:7           |
| 6.  | 13. April 1975    | St. Louis (2)           | Teppich (i)   | Geoff Masters  | Colin Dibley Ray Ruffels       | 4:6, 4:6                |
| 7.  | 19. Oktober 1975  | Sydney Indoor (1)       | Hartplatz (i) | Geoff Masters  | Brian Gottfried Raúl Ramírez   | 4:6, 2:6                |
| 8.  | 26. Oktober 1975  | Perth                   | Teppich (i)   | Geoff Masters  | Brian Gottfried Raúl Ramírez   | 6:2, 4:6, 4:6, 0:6      |
| 9.  | 4. Januar 1976    | Australian Open (2)     | Rasen         | Geoff Masters  | John Newcombe Tony Roche       | 6:7, 4:6                |
| 10. | 10. Januar 1976   | Monterrey               | Teppich (i)   | Geoff Masters  | Brian Gottfried Raúl Ramírez   | 2:6, 6:4, 3:6           |
| 11. | 21. März 1976     | Jackson                 | Teppich (i)   | Geoff Masters  | Brian Gottfried Raúl Ramírez   | 5:7, 6:4, 0:6           |
| 12. | 3. Juli 1976      | Wimbledon Championships | Rasen         | Geoff Masters  | Brian Gottfried Raúl Ramírez   | 6:3, 3:6, 6:8, 6:2, 5:7 |
| 13. | 23. Januar 1977   | Baltimore               | Teppich (i)   | Jan Kodeš      | Ion Țiriac Guillermo Vilas     | 3:6, 7:6, 4:6           |
| 14. | 6. Februar 1977   | Richmond                | Teppich (i)   | Tony Roche     | Wojciech Fibak Tom Okker       | 4:6, 4:6                |
| 15. | 6. Februar 1977   | Toronto                 | Teppich (i)   | Tony Roche     | Wojciech Fibak Tom Okker       | 4:6, 1:6                |
| 16. | 23. Oktober 1977  | Sydney Indoor (2)       | Hartplatz (i) | Geoff Masters  | John Newcombe Tony Roche       | 7:6, 3:6, 1:6           |
| 17. | 26. November 1978 | Manila                  | Sand (i)      | Chris Kachel   | Sherwood Stewart Brian Teacher | 3:6, 6:7                |
| 18. | 1. April 1979     | Dayton                  | Teppich (i)   | Phil Dent      | Cliff Drysdale Bruce Manson    | 6:3, 3:6, 6:7           |
| 19. | 10. Juni 1979     | French Open             | Sand          | Phil Dent      | Gene Mayer Sandy Mayer         | 4:6, 4:6, 4:6           |
| 20. | 1. März 1981      | Mexiko-Stadt            | Sand          | John Alexander | Marty Davis Chris Dunk         | 3:6, 4:6                |
| 21. | 16. August 1981   | Cleveland               | Hartplatz     | Syd Ball       | Erik van Dillen Van Winitsky   | 4:6, 7:5, 5:7           |